# Vitalij Solomin
Vitalij Mefodjevitj Solomin (russisk: Виталий Мефодьевич Соломин, født 12. december 1941, død 27. maj 2002)  var en sovjetisk og russisk skuespiller, instruktør og manuskriptforfatter. Han er bedst kendt for at spille Dr. Watson i en serie af Sherlock Holmes-filmatiseringer sendt på sovjetisk tv.  Han var lillebror til Jurij Solomin, der også var skuespiller.

## Opvækst og karriere
Vitalij Solomin blev født i 1941 i Tjita, Zabajkalskij kraj i Sovjetunionen i en familie af professionelle musikere. Da han forlod grundskolen rejste han til Moskva, hvor han i 1959 blev optaget på Shchepkins dramaskole, hvor han havde Nikolaj Annenkovs som underviser. Under studierne øvede og optrådte han på Malyj Teatret, og efter skolen blev han ansat på teatret.
I 1960'erne begyndte Vitaly Solomin at optræde i film. Hanblev berømt efter at have spillet hovedrollen som Kosak Roman i den episke film Daurija (1971), hvor han arbejdede med sin bror Jurij Solomin og andre russiske stjerner, såsom Jefim Kopelyan, Viktor Pavlov og Vasilij Sjuksjin.
I løbet af 1980'erne var havde han succes i film instrueret af Igor Maslennikov. Mest berømt var hans rolle som Dr. Watson i en tv-filmserie om Sherlock Holmes (1979-1986). I 1982 inviterede Maslennikov ham til at spille rollen som grev Tomskij i Pikovaja dama, en filmatisering af Aleksandr Pusjkins roman Spar Dame. Hans arbejde i filmserien Zimnjaja visjnja (da.: Vinterkirsebær) blev også rost.
Fra 1. september 1986 til september 1989 arbejdede Solomin i Mossovet-teatret, hvorefter han vendte tilbage til Malyj Teatret i 1991.
Solomin skrev manuskriptet til og instruerede filmen Okhta (da.: Jagten, 1994).
Han modtog i 1974 hæderen Æret kunstner i RSFSR og i 1992 Folkets kunstner i RSFSR.
I april 2002 fik Vitaly Solomin et slagtilfælde, der viste sig at være dødeligt; han døde den 27. maj 2002 og er begravet på Vagankovo kirkegård .

## Filmografi
| År   | Original titel                                                                                   | Dansk titel                             | Rolle                                | Note             |
| ---- | ------------------------------------------------------------------------------------------------ | --------------------------------------- | ------------------------------------ | ---------------- |
| 1964 | Predsedatel (Председатель)                                                                       | Formanden                               | Valjozjin, kirurg                    |                  |
| 1965 | Ljubimaja (Любимая)                                                                              | Elsket                                  | Volodja Levadov                      |                  |
| 1965 | Mne dvadtsat let (Мне двадцать лет)                                                              | Jeg er tyve år                          |                                      | Unkrediteret     |
| 1966 | Zjensjjiny (Женщины)                                                                             | Kvinder                                 | Zjenja Bednov                        |                  |
| 1967 | Starsjaja sestra (Старшая сестра)                                                                | Storesøster                             | Kirill                               |                  |
| 1967 | Krepkij oresjek (Крепкий орешек)                                                                 | ~Hård negl                              | Løjtnant Ivan Groznikh               |                  |
| 1967 | Babje tsarstvo (Бабье царство)                                                                   | Kvinderiget                             | Kostja Lubentsov                     |                  |
| 1967 | Proissjestvie, kotorogo nikto ne zametil (Происшествие, которого никто не заметил)               | En hændelse, som ingen lagde mærke til  |                                      |                  |
| 1969 | K novym beregam (К новым берегам)                                                                | Mod nye kyster                          | Modest Musorgskij                    | TV-film          |
| 1971 | Saljut, Marija! (Салют, Мария!)                                                                  | Hil Maria                               | Seva Tjudrejev                       |                  |
| 1972 | Daurija (Даурия)                                                                                 | Daurija                                 | Roman Ulybin                         |                  |
| 1972 | Vot moja derevnja (Вот моя деревня)                                                              | Her er min landsby                      | Dmitrij Nikolajevitk, skoleinspektør | mini-serie       |
| 1979 | Letutjaja mysj (Летучая мышь)                                                                    | Flagermusen                             | Dr. Falke                            | Tv-film          |
| 1979 | Siberiade (Сибириада)                                                                            | Sangen om Sibirien                      | Nikolaj Ustyusjanin                  |                  |
| 1979 | Sjerlok Kholms i doktor Vatson (Шерлок Холмс и доктор Ватсон)                                    | Sherlock Holmes og Dr. Watson           | Dr. Watson                           | 2 episoder       |
| 1980 | Prikljutjenija Sjerloka Kholmsa i doktora Vatsona (Приключения Шерлока Холмса и доктора Ватсона) | Sherlock Holmes' og Dr. Watsons eventyr | Dr. Watson                           | 3 episoder       |
| 1980 | Kto zaplatit za udatju? (Кто заплатит за удачу?)                                                 | Hvem vil betale for lykken?             | Sergej Kuskov                        |                  |
| 1981 | Sobake Baskervilej (Собака Баскервилей)                                                          | Baskervilles Hund                       | Dr. Watson                           | TV-film          |
| 1982 | Pikovaja dama (Пиковая дама)                                                                     | Spar Dame                               | Grev Tomskij                         |                  |
| 1983 | Sokrovisjja Agry (Сокровища Агры)                                                                | Agras skatte                            | Dr. Watson                           | 2 episoder       |
| 1984 | Vozvrasjtjenie s orbity (Возвращение с орбиты)                                                   | Altid nr. 2                             | Vjatjeslav Mukhin                    |                  |
| 1985 | Zimnjaja visjnja (Зимняя вишня)                                                                  | Vinterkirsebær                          | Vadim Dasjkov                        |                  |
| 1985 | Iskrenne Vasj... (Искренне Ваш…)                                                                 | Med venlig hilsen...                    |                                      |                  |
| 1987 | Dvadtsatyj vek natjinajetsja (Двадцатый век начинается)                                          | Det tyvende århundrede begynder         | Dr. Watson                           | 2 episoder       |
| 1990 | Zimnjaja visjnja 2 (Зимняя вишня 2)                                                              | Vinterkirsebær 2                        | Vadim Dasjkov                        |                  |
| 1992 | Sny o Rossii (Сны о России)                                                                      | Drømme om Rusland                       | Aleksandr Bezjorodko                 |                  |
| 1992 | Tjornyj kvadrat (Чёрный квадрат)                                                                 | Sorte kvadrat                           |                                      |                  |
| 1993 | Djadja Vanja (Дядя Ваня)                                                                         | Onkel Vanja                             | Mikhail Lvovitj Astrov               |                  |
| 1995 | Zimnjaja visjnja 3 (Зимняя вишня 3)                                                              | Vinterkirsebær 3                        | Vadim Dasjkov                        |                  |
| 1998 | Testy dlja nastojasjjikh muzjtjin (Тесты для настоящих мужчин)                                   | Test for rigtige mænd                   |                                      |                  |
| 2001 | Ostanovka po trebovaniju (Остановка по требованию)                                               | Anmod om stop                           | Eferforsker Itjenko                  | Tv-serie         |
| 2003 | Pan ili propal (Пан или пропал)                                                                  | Alt eller intet                         | Leszek Krzyżanowski                  | Tv-serie         |
| 2003 | Kasus belli Казус белли                                                                          | Casus belli                             | Mikhail                              | Sidste filmrolle |